# Anatoli Iwanowitsch Jegorow
Anatoli Iwanowitsch Jegorow (russisch Анатолий Иванович Егоров, engl. Transkription Anatoliy Yegorov; * 6. Mai 1933) ist ein ehemaliger sowjetischer Geher.
Bei den Europameisterschaften 1954 in Bern gewann er Silber im 10.000-Meter-Gehen.
1954 wurde er sowjetischer Meister im 10.000-Meter-Gehen, 1955 im 50-km-Gehen (mit der Weltbestzeit von 4:07:29 h) und 1957 im 20-km-Gehen.